# Karamba Diaby

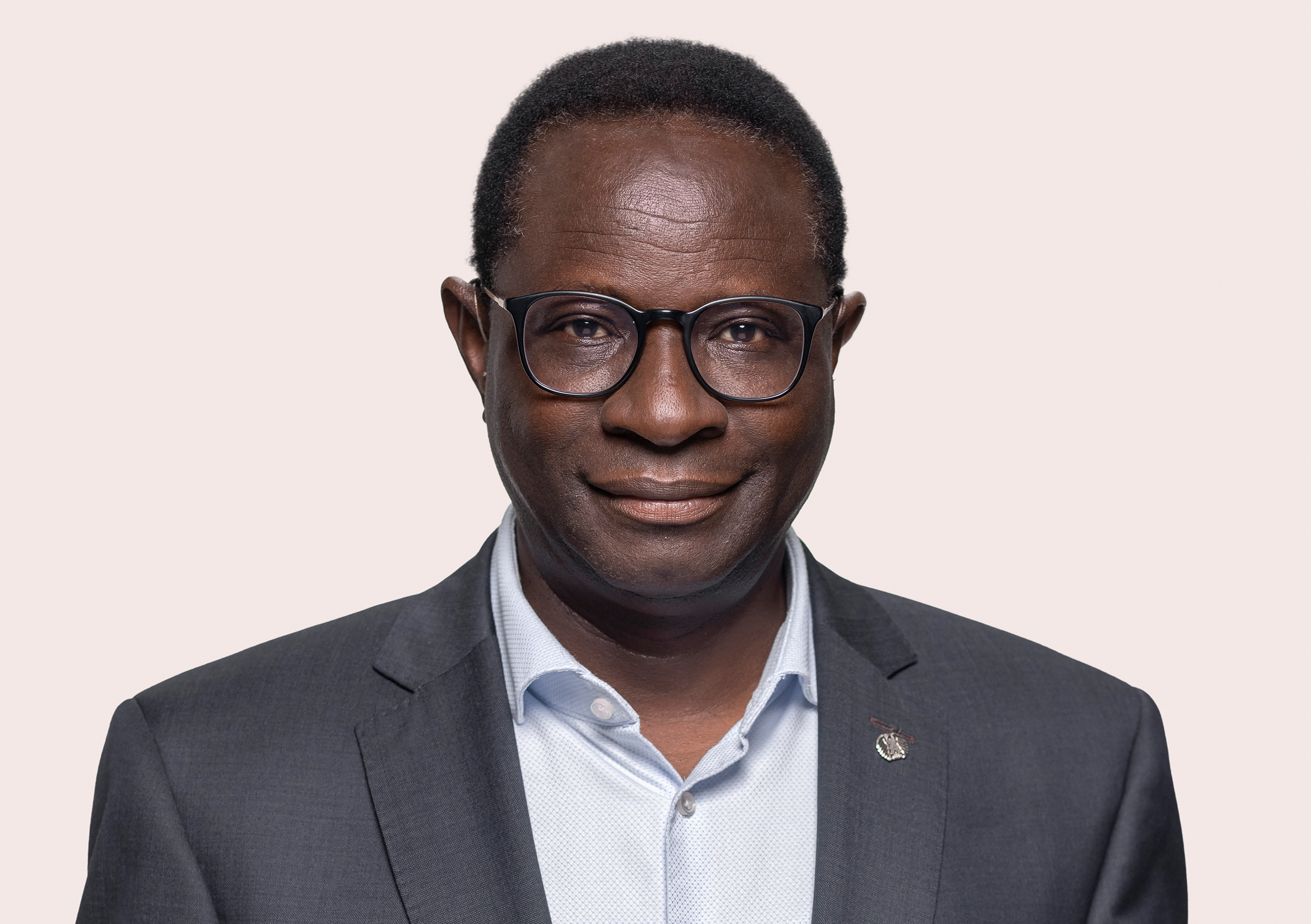
Karamba Diaby (2021)

Karamba Diaby (* 27. November 1961 in Marsassoum, Senegal) ist ein deutscher Politiker (SPD). Er war von 2013 bis 2025 Mitglied des Deutschen Bundestages. Dort war er Teil des linken Flügels der SPD-Bundestagsfraktion. Er ist promovierter Chemiker und Geoökologe.

## Leben und Beruf
Diaby wurde in Marsassoum in der Region Casamance im Südwesten des Staates Senegal als jüngstes von vier Geschwistern geboren und wuchs dort auf. Seine Mutter starb drei Monate nach seiner Geburt, sein Vater, als er sieben Jahre alt war. Nach dem Tod beider Eltern wurde er als Waise von seiner 17 Jahre älteren Schwester und ihrem Ehemann aufgenommen. Im Alter von 13 Jahren besuchte er ein Internat in Sédhiou; vier Jahre später bekam er einen Platz im Lycée Gaston Berger in Kaolack, das ihn auf die Universität in der Hauptstadt Dakar vorbereitete.
Von 1982 bis 1984 studierte er mit Unterstützung seines Bruders Biologie und Geologie auf Lehramt an der Universität Dakar. Dabei entwickelte sich auch sein Interesse für politische Themen. Während seines Studiums lernte er den späteren Präsidenten des Senegal Macky Sall kennen. Durch sein politisches Engagement in Dakar in den frühen 1980er Jahren kam er in Kontakt mit dem Weltstudentenbund, welcher ein Studium für junge Menschen aus der ganzen Welt in den sozialistischen Staaten Europas förderte. Er bewarb sich um ein Stipendium und bekam die Zulassung für die Martin-Luther-Universität Halle-Wittenberg; die DDR vergab auch einige Stipendien an Studenten aus nicht-sozialistischen Ländern. 
Er belegte vor Studienbeginn von 1985 bis 1986 einen neunmonatigen Deutschkurs am Herder-Institut der Karl-Marx-Universität Leipzig und studierte von 1986 bis 1991 Chemie an der Martin-Luther-Universität. Dort lernte er auch seine spätere Ehefrau Ute kennen, die Agrarwissenschaften studierte. Nach seinem Studienabschluss als Diplom-Chemiker schloss er von 1992 bis 1996 ein Promotionsstudium an. 1996 reichte er seine Dissertation Untersuchungen zum Schwermetall- und Nährstoffhaushalt in Halleschen Kleingartenanlagen – ein Beitrag zur geoökologischen Charakteristik der Stadtregion Halle ein.
Nach der Promotion zum Doktor der Naturwissenschaften (Dr. rer. nat.) wechselte Diaby zum Eine-Welt-Haus Halle, wo er von 1996 bis 2001 als Projektleiter tätig war. Es folgten Stationen im Bereich interkulturelle Bildung und Jugendarbeit in Halle (Saale), bevor Diaby 2011 als Referent in das Ministerium für Arbeit und Soziales des Landes Sachsen-Anhalt wechselte.
Karamba Diaby ist seit 1995 verheiratet und hat drei Kinder. Er ist konfessionslos und seit 2001 deutscher Staatsbürger. Neben Deutsch und seiner Muttersprache Diakhanke/Mandingo spricht er auch Französisch, die Amtssprache Senegals. Sein Vorname, der auf der letzten Silbe betont wird, ist eine Kurzform für Karamokhoba, was auf Mandingo „der Gelehrte“ bedeutet.

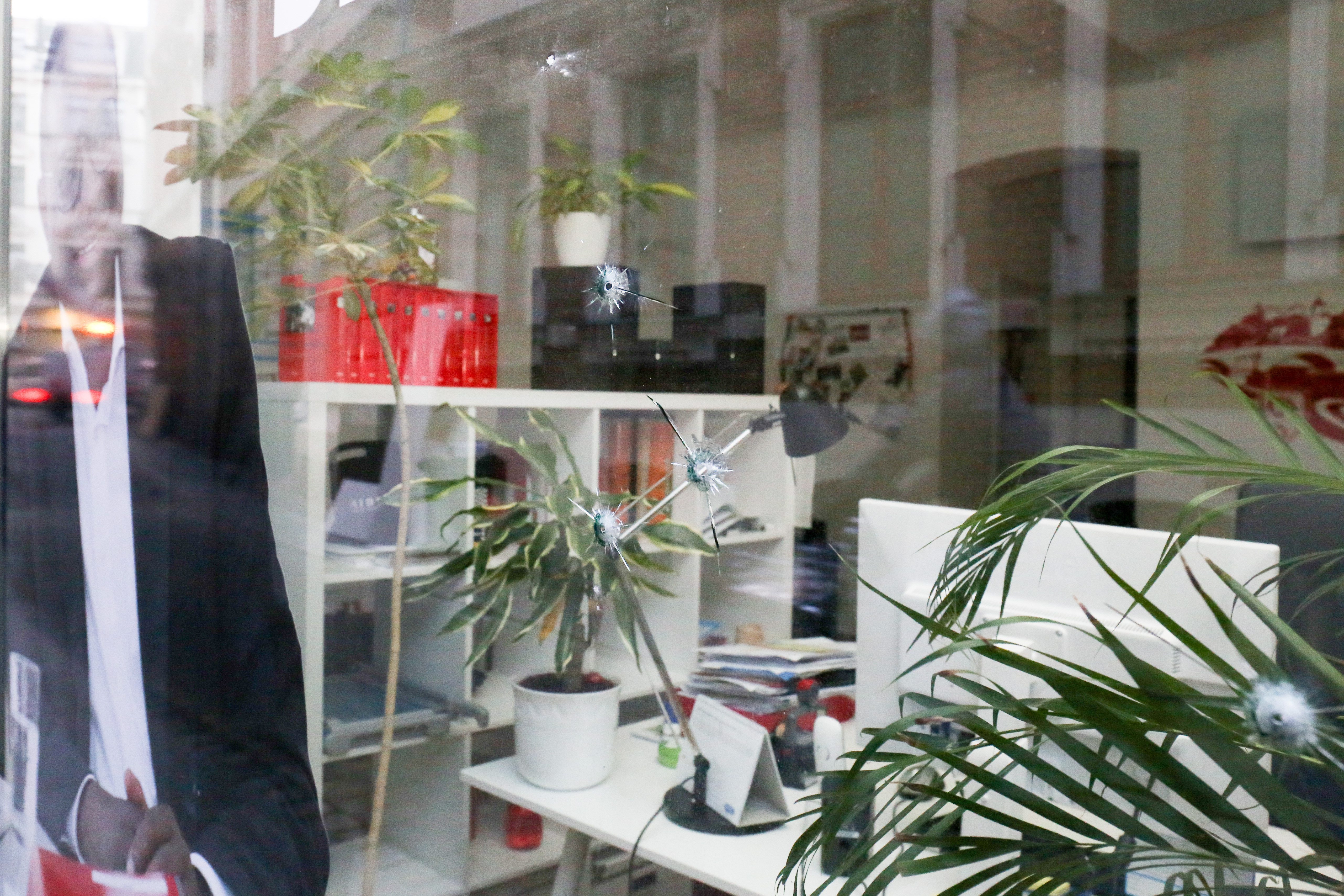
Einschusslöcher im Büro Diabys in Halle (Saale)

Im Januar 2020 wurde auf sein Wahlkreisbüro in Halle (Saale) geschossen; parallel erhielt Diaby eine schriftliche Todesdrohung. Die Staatsanwaltschaft ging zum Ende ihrer Ermittlungen im Juni 2021 im Hinblick auf die Schüsse nicht davon aus, dass es sich um eine gezielte Aktion auf Diaby oder sein Büro gehandelt habe. Am 3. Mai 2023 wurde ein Brandanschlag auf sein Büro verübt, bei dem erheblicher Sachschaden entstand. Der mutmaßliche Täter wurde noch am Tatort festgenommen.

## Engagement
Schon früh engagierte sich Karamba Diaby, zunächst im Schülerrat; während des Studiums in Halle war er Sprecher der internationalen Studenten. Später ließ er sich in den Ausländerbeirat von Halle wählen und wurde Bundesvorsitzender des Integrationsrats, eines Dachverbands der kommunalen Ausländerbeiräte. Seit Mitte der 1990er Jahre arbeitet Diaby in verschiedenen sozialen Projekten, mit den Schwerpunkten Bildung und Integration. Im Januar 2002 wurde er vom damaligen Bundespräsidenten Johannes Rau als Anerkennung des Engagements für die Verständigung zwischen Migranten und Deutschen empfangen.

## Partei
Diaby trat 2008 in die SPD ein. Bei der Aufstellung der Landesliste für Sachsen-Anhalt, auf dem Landesparteitag der SPD am 16. Februar 2013, wurde er auf den dritten Platz der Landesliste für die Bundestagswahl 2013 gewählt. Gleichzeitig war er Direktkandidat im Wahlkreis Halle. 
Bei der Bundestagswahl 2021 gelang ihm erstmals der Gewinn des Direktmandats. Bei den Verhandlungen zum Koalitionsvertrag der 20. Wahlperiode des Bundestages im Herbst 2021 war Diaby Mitglied im von Petra Köpping geführten SPD-Verhandlungsteam zum Thema Gleichstellung, Vielfalt.

## Abgeordneter
Im Jahr 2009, ein Jahr nach seinem Eintritt in die SPD, wurde Diaby in den Stadtrat von Halle gewählt. Dort gehörte er als Mitglied dem Ausschuss für Ordnung und Umweltangelegenheiten und dem Bildungsausschuss an. Den Betriebsausschuss Eigenbetrieb für Arbeitsförderung verließ er 2012. Nach seiner Wahl in den Bundestag gab er im November 2015 aus zeitlichen Gründen sein Ratsmandat auf.

### 18. Deutscher Bundestag
Diaby kandidierte bei der Bundestagswahl am 22. September 2013 im Bundestagswahlkreis Halle. Er erreichte dort mit 23,34 Prozent der Erststimmen das drittbeste Ergebnis hinter dem früheren Ministerpräsidenten von Sachsen-Anhalt, Christoph Bergner (CDU mit 36,29 Prozent) und Petra Sitte (Die Linke, 25,51 Prozent). 
Er zog über den dritten Landeslistenplatz der SPD Sachsen-Anhalt in den Bundestag ein. Damit waren Diaby und Charles M. Huber (CDU) die ersten afrodeutschen Mitglieder des Bundestages. Entgegen vielen zu seiner Wahl erschienenen Presseberichten ist er nicht der erste Bundestagsabgeordnete, der in Afrika geboren wurde. Zum Beispiel gehörte der 1913 in Gare, Deutsch-Ostafrika, geborene Kai-Uwe von Hassel seit 1953 dem zweiten Bundestag an.
Diaby wurde in der 18. Wahlperiode in den Ausschuss für Menschenrechte und humanitäre Hilfe, wo er auch den stellvertretenden Vorsitz innehat, in den Ausschuss für Bildung, Forschung und Technikfolgenabschätzung, in den Unterausschuss „Bürgerschaftliches Engagement“ sowie als Schriftführer gewählt.
Von 2014 bis 2015 war er stellvertretendes Mitglied der Parlamentarischen Versammlung des Europarates.

### 19. Deutscher Bundestag
Auch bei der Bundestagswahl 2017 unterlag er in seinem Wahlkreis mit 21,3 Prozent der Erststimmen dem Direktkandidaten der CDU (diesmal Christoph Bernstiel), der 27,1 Prozent der Erststimmen erlangte. Er lag jedoch vor Petra Sitte, die 20,3 Prozent der Erststimmen erlangte. Wie bei der Bundestagswahl im Jahr 2013 konnte er auch 2017 über den dritten Landeslistenplatz der SPD in Sachsen-Anhalt in den Bundestag einziehen.
In dem 19. Deutschen Bundestag ist Diaby nach wie vor im Ausschuss für Menschenrechte und humanitäre Hilfe, allerdings als stellvertretendes Mitglied. Als ordentliches Mitglied ist er im Ausschuss für Bildung, Forschung und Technikfolgenabschätzung, im Unterausschuss Bürgerschaftliches Engagement sowie im Kuratorium der Bundeszentrale für politische Bildung tätig. Zudem ist Diaby als stellvertretendes Mitglied im Unterausschuss Globale Gesundheit sowie im Ausschuss für Familie, Senioren, Frauen und Jugend vertreten.
Seit 2019 ist Karamba Diaby Mitglied der Deutsch-Französischen Parlamentarischen Versammlung.

### 20. Deutscher Bundestag
Bei der Bundestagswahl 2021 erhielt Diaby in seinem Wahlkreis Halle erstmals die meisten Stimmen und damit das Direktmandat als Wahlkreisabgeordneter. Diaby lag diesmal mit 28,8 Prozent der Erststimmen vor Christoph Bernstiel, der 20,7 Prozent der Erststimmen erlangte. Im 20. Deutschen Bundestag ist Diaby ordentliches Mitglied im Ausschuss für wirtschaftliche Zusammenarbeit und Entwicklung, im Auswärtigen Ausschuss, im Unterausschuss Globale Gesundheit und in der Deutsch-Französischen Parlamentarischen Versammlung. Er ist auch Vorsitzender der Parlamentariergruppe Westafrika und stellvertretendes Mitglied im Unterausschuss Internationale Klima- und Energiepolitik.
Im Juli 2024 teilte Diaby mit, bei der Bundestagswahl 2025 nicht erneut zu kandidieren.

## Positionen
Karamba Diaby wehrt sich dagegen, auf seine Hautfarbe oder ein Wirken in der Integrationspolitik reduziert zu werden. Bereits zu seiner Zeit im Stadtrat von Halle entschied er sich gegen die Integrationspolitik und ließ sich im Stadtrat und im Bundestag in die Ausschüsse für Umwelt und Bildung wählen. Auch im Bundestag will er nicht als Integrationsfachmann auftreten.

### Volksverhetzung
Die Vollversammlung des Bundeszuwanderungs- und Integrationsrats beschloss am 13. Mai 2011 unter dem Vorsitz von Karamba Diaby die Forderung, rassistische Propaganda strafrechtlich stärker zu verfolgen und zu ahnden. Dazu sollte per Petition die Verschärfung des § 130 StGB (Volksverhetzung) gefordert werden. Auslöser für den Vorstoß des Bundeszuwanderungs- und Integrationsrats waren das 2010 erschienene Buch Deutschland schafft sich ab und die Äußerungen von Thilo Sarrazin. In einem Telefoninterview mit der Wochenzeitung Jungen Freiheit, bei dem er den Namen der Zeitung nicht verstand, erläuterte er den Beschluss des Bundeszuwanderungs- und Integrationsrats. Der Online-Artikel in der Jungen Freiheit löste eine Welle von Hetztiraden und massiven Bedrohungen (Shitstorm) gegen Diaby aus. Er erhielt rund 400 E-Mails und Dutzende Drohbriefe (manche gingen auch an den SPD-Bundesvorstand in Berlin), darunter auch Morddrohungen. Der Staatsschutz ermittelte. Der Blog Politically Incorrect griff das Thema auf und veröffentlichte ein Bild, in dem Diaby einen Grand Boubou (eine traditionelle Männerkleidung in Westafrika) trug. Anschließend trug Diaby seinen Boubou nicht mehr in der Öffentlichkeit.
Am 21. August 2017 veröffentlichte die NPD einen Facebook-Beitrag mit einem Bild, auf dem ein Wahlkampfplakat Diabys zu sehen ist, und kommentierte dies als „Deutsche Volksvertreter nach heutigem SPD-Verständnis“. Diaby erstattete aufgrund der Suggestion auf seine Hautfarbe und der rassistischen Kommentare unter dem Beitrag zwei Tage später Strafanzeige gegen die Verfasser des Beitrages.

### Racial Profiling
Karamba Diaby nannte 2017 von Racial Profiling motiviertes Handeln rassistisch. Er forderte ein gesetzliches Verbot dieser Praxis und zivilgesellschaftliches Engagement gegen Rassismus, etwa wenn Passanten Zeugen davon werden, dass andere Menschen mit Begleitumständen von Racial Profiling kontrolliert werden.

### Kleingärten
Seit seiner Dissertation über Schwermetallbelastung hallescher Kleingärten 1995 interessiert sich Karamba Diaby für Kleingärten. In seinen „Laube-zu-Laube“-Touren ist Karamba Diaby im Sommer in verschiedenen Kleingärten im Wahlkreis Halle unterwegs seit 2013. Kleingärten seien laut Karamba Diaby wichtig für die grüne Infrastruktur inmitten der Städte und ein zentraler Ort für Integration und Bildung.
Karamba Diaby hat die Übersetzung des Bundeskleingartengesetzes in mehrere Fremdsprachen unterstützt.
Seit 2020 besitzt Karamba Diaby einen eigenen Kleingarten, in dem er gemeinsam mit seiner Frau verschiedene Bäumchen und Gemüsesorten gepflanzt hat.

## Schriften
- Untersuchungen zum Schwermetall- und Nährstoffhaushalt in Halleschen Kleingartenanlagen: ein Beitrag zur geoökologischen Charakteristik der Stadtregion Halle. 1. Auflage. Tectum, Marburg 1996, ISBN 3-89608-463-1.
- Interkulturelle und antirassistische Pädagogik in Sachsen-Anhalt: das Projekt IKaP. In: Wolfram Stender, Georg Rohde, Thomas Weber (Hrsg.): Interkulturelle und antirassistische Bildungsarbeit: Projekterfahrungen und theoretische Beiträge (= Wissen & Praxis). 1. Auflage. Band 117. Brandes & Apsel, Frankfurt am Main 2003, ISBN 978-3-86099-317-0, S. 165–176.
- Methoden der interkulturellen Bildung am Beispiel der täglichen Arbeit im Begegnungszentrum der Jugendwerkstatt „Frohe Zukunft“ Halle-Saalekreis e. V. In: Johann Bischof (Hrsg.): Kultur verstehen – Kultur vermitteln: Kulturkompetenzvermittlung in der Hochschulausbildung (= Merseburger medienpädagogische Schriften: künstlerisch-technische Grundlagenvermittlung für die Ausbildung im Bereich der angewandten Kultur-, Medien- und Sozialpädagogik). Band 5. Shaker, Aachen 2008, ISBN 978-3-8322-7512-9, S. 203–209.
- Irmhild Schrader, Anna Joskowski, Karamba Diaby, Hartmut M. Griese (Hrsg.): Vielheit und Einheit im neuen Deutschland: Leerstellen in Migrationsforschung und Erinnerungspolitik. 1. Auflage. Brandes & Apsel, Frankfurt am Main 2015, ISBN 978-3-95558-160-2 (160 S.).
- Mit Karamba in den Bundestag: mein Weg vom Senegal ins deutsche Parlament. 1. Auflage. Hoffmann und Campe Verlag, Hamburg 2016, ISBN 978-3-455-50420-0 (240 S.).
- Leben für die Demokratie: mein Weg vom Senegal ins deutsche Parlament. 1. Auflage. Hoffmann und Campe Verlag, Hamburg 2020, ISBN 978-3-455-01029-9 (238 S.).